# Emmanuel Chaptal
Pour les articles homonymes, voir Chaptal.
Emmanuel Chaptal, né le 25 décembre 1861 à Paris 9e (Seine) et mort le 27 mai 1943 à Paris 7e, est un prélat catholique français, évêque titulaire d'Isinda (de) et évêque auxiliaire de Paris de 1922 à sa mort.
Personnalité liée au catholicisme social, il est, au sein de l'archidiocèse de Paris, l'un des initiateurs et le responsable de l'apostolat auprès des immigrés catholiques. Très actif dans leur intégration et leur assimilation, il gagne le surnom d'« évêque des étrangers ».

## Biographie

### Jeunesse

#### Famille et éducation
Emmanuel Anatole Chaptal de Chanteloup est issu d'une famille célèbre pour sa participation à la vie politique et scientifique en France, depuis la Révolution française. Il est notamment l'arrière-petit-fils du chimiste et homme politique Jean-Antoine Chaptal (1756-1832), fait comte de Chanteloup, et le petit-fils de l'industriel Jean-Baptiste Marie Chaptal de Chanteloup. Son père Victor René Chaptal de Chanteloup (1821-1901) est un homme politique français, proche du duc d’Aumale, ayant rallié le camp des libéraux républicains après 1860. Sa mère Nadine Raffalovitch (1835-1911) est la fille du riche banquier russe Léon Anisimovic Raffalovitch et de Rosette Löwensohn, réfugiés en France pour fuir les pogroms. D’origine juive, elle se convertit au catholicisme et devient très pieuse.
Au sein de son importante fratrie, Emmanuel compte notamment Léonie Chaptal, militante chrétienne et pionnière de la lutte contre la tuberculose. Il est également le cousin germain du poète Marc André, de l'économiste Arthur Raffalovich et par alliance, du député républicain irlandais William O'Brien.
Éduqué à domicile par des précepteurs exigeants, il grandit dans un environnement intellectuel brillant composé de lettrés, de savants, de grands médecins, d’administrateurs et d’hommes d'Église.
Son père a porté le titre de courtoisie de vicomte.

#### Une brève carrière laïque
Une fois ses études terminées, il devient tout d'abord attaché puis secrétaire d’ambassade. C'est notamment lors de ses missions diplomatiques en Russie qu’il apprend la langue russe.
À la fin de sa brève carrière diplomatique, il côtoie notamment Georges Goyau et les frères Jean, Bernard et Gabriel Brunhes avec lesquels il participe à la rédaction du livre Du toast à l’Encyclique, sous la direction de Gaston David (1845-1927), beau-frère du président de la République Sadi Carnot.
Lors des élections législatives de 1893, il tente également, en Lozère, une candidature sous l'étiquette de « républicain modéré ».

### Prêtrise
Au bout de quelques années seulement, il met fin à sa brillante carrière de diplomate afin d'entrer au séminaire d'Issy en 1893.
Le 17 décembre 1897, il est ordonné prêtre pour l'archidiocèse de Paris, par le cardinal Richard.
Il demande alors à servir dans l'église la plus déshéritée du diocèse. Il se rapproche ainsi de l'abbé Roger Soulange-Bodin et devient vicaire puis curé de l'église Notre-Dame-du-Travail, fréquentée par de nombreux ouvriers et étrangers à Paris.
Avec sa sœur, Léonie Chaptal, il fonde de nombreuses œuvres sociales et transforme la paroisse Notre-Dame-du-Travail en laboratoire pour le catholicisme social. En tant que vicaire, le père Chaptal est aussi chargé des œuvres féminines.
Il rejoint parallèlement les « Œuvres du Rosaire », une communauté de prêtres servant les chiffonniers de Paris.
Dès 1912, l’immigration est un souci pastoral au sein du diocèse de Paris. Il importe alors de dissuader les migrants de s'y installer. Mais, après la Première Guerre mondiale, les conditions démographiques conduisent le cardinal Louis-Ernest Dubois à changer de politique à l'égard de l'immigration.
Il nomme alors le père Emmanuel Chaptal, polyglotte d'origine étrangère, à la direction de la mission diocésaine des étrangers afin de faciliter leur intégration.

### Épiscopat

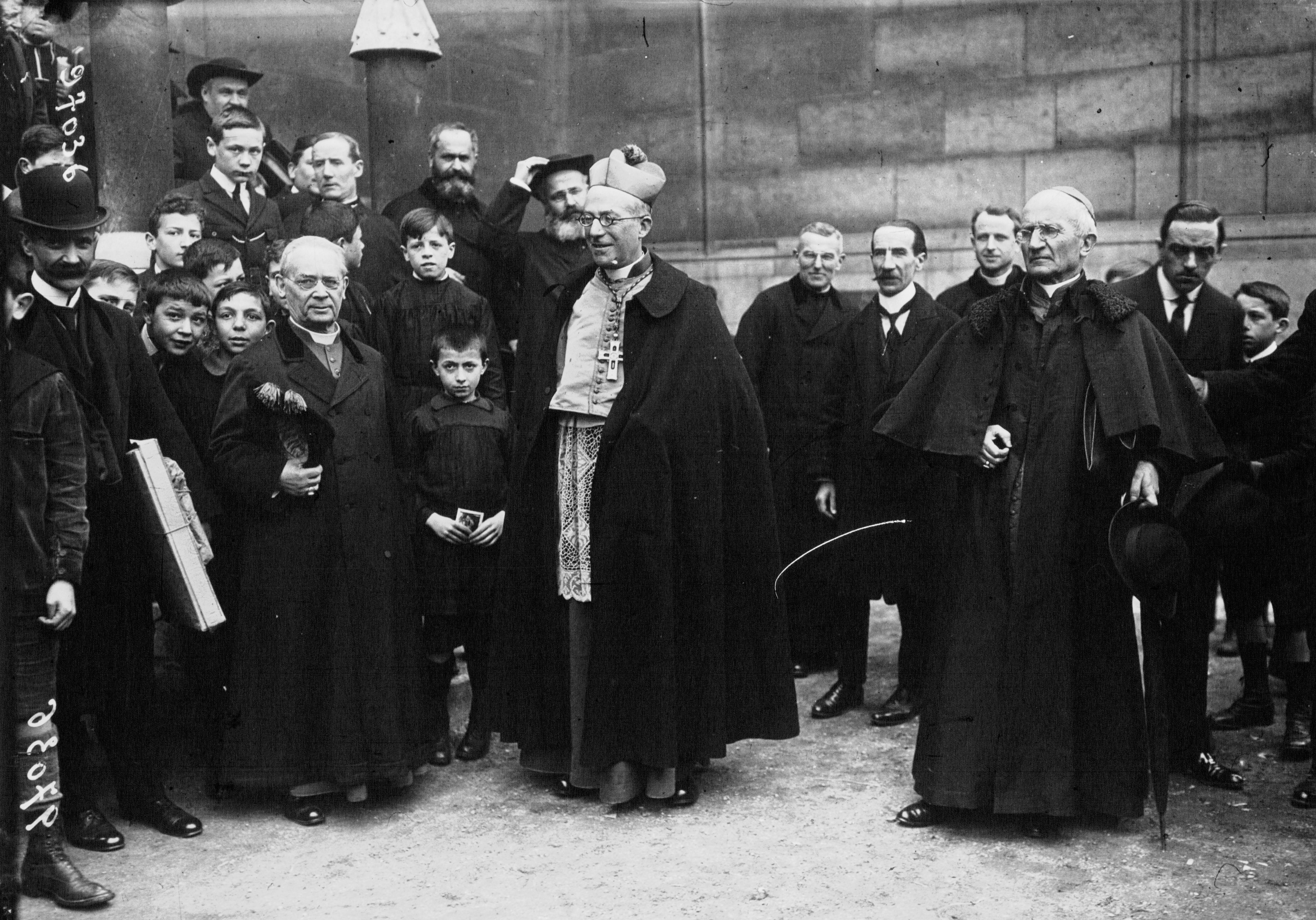
Mgr Chaptal à la sortie de Notre-Dame, lors de sa consécration (1922).

Le 20 février 1922, le pape Pie XI le nomme évêque titulaire d'Isinda (de) et évêque auxiliaire de Paris. Il est alors consacré le 3 mai par le cardinal Louis-Ernest Dubois, assisté de Mgrs Benjamin-Octave Roland-Gosselin et Alfred Baudrillart.

#### L'«évêque des étrangers»
Mgr Chaptal est alors chargé des prêtres étrangers et des visites canoniques concernant les églises et missions étrangères. Il a également pour mission la conversion des immigrés non-catholiques et plus particulièrement des orthodoxes. Rapidement, il développe les communautés existantes et crée de nouvelles structures ainsi que neuf missions dont une russe, une arménienne, une ukrainienne et une syrienne qui entraînent la conversion au catholicisme de tous les monophytes immigrés. Il dirige également la mission polonaise de France (aujourd'hui Mission catholique polonaise (d) , qui s'étend sur trente départements et dispose d'une cinquantaine de prêtres.

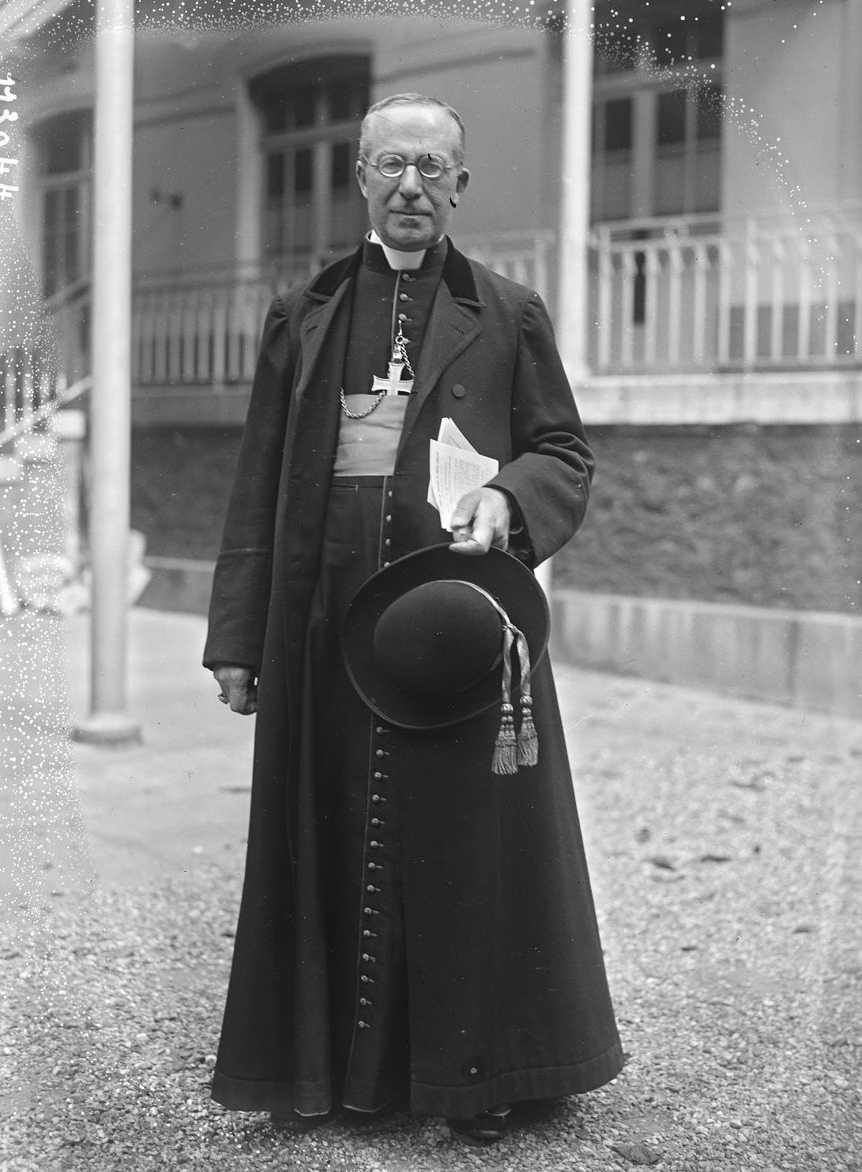
Mgr Chaptal lors du 8e congrès de la natalité (1926)

Souhaitant étendre son action hors de la capitale, il crée également la revue nationale L'Étranger catholique en France qui diffuse notamment des solutions aux problèmes liés à l'immigration.
Proche du président de la République Raymond Poincaré, celui-ci le soutient et finance plusieurs de ces missions, dans le but notamment de favoriser l'assimilation française.
En 1930, sous son influence, le cardinal Louis-Joseph Maurin, archevêque de Lyon, met notamment l'église Saint-Pierre-des-Terreaux à disposition des étrangers.
Mgr Chaptal est cependant conscient que les migrants peuvent être le sujet de manipulations politiques empêchant leur intégration et leur assimilation. Très critique vis-à-vis des flamingants, il est également accusé de mener une politique d'assimilation forcée en tant que directeur de l'Union française d'aide aux Russes.
La pastorale d'intégration qu'il prône est basée sur le principe que la conscience est « la voix de Dieu au plus intime de l’homme ».
Pendant la Seconde Guerre mondiale, il est placé à la tête du Comité d'accueil aux Autrichiens, qui vient en aide aux réfugiés juifs. Alors qu'il en est dispensé, il porte l'étoile jaune sans y être obligé, par solidarité avec les Juifs persécutés.

#### Philosophie politique
Mgr Chaptal s'inscrit dans la tradition du catholicisme libéral bien qu'il considère que la religion doit être placée au cœur de la vie personnelle et sociale.

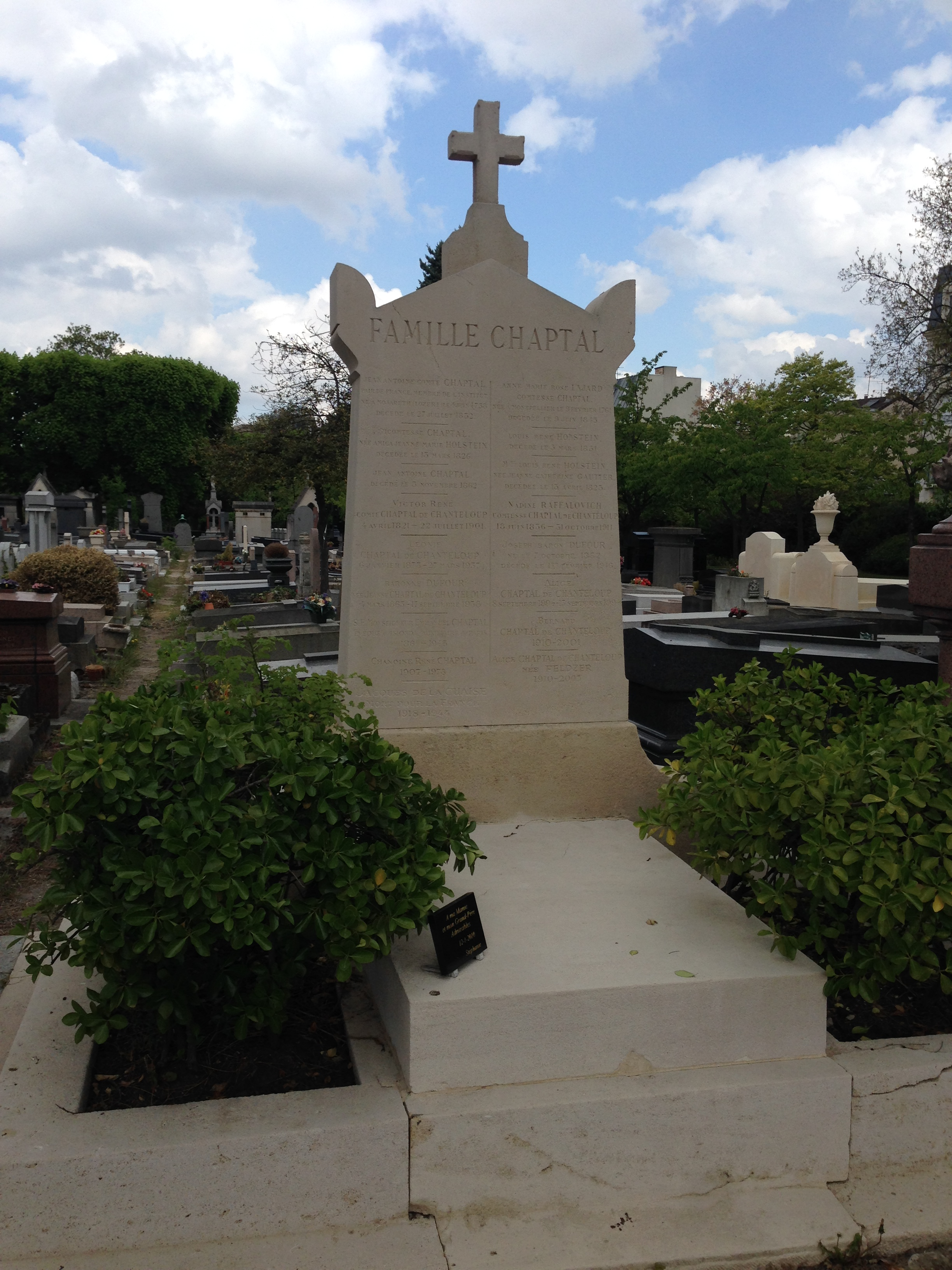
Tombe au cimetière du Père-Lachaise.

En 1918, il cofonde avec Jean Viollet l'« Association du Mariage chrétien », dont il devient président : l'association a alors pour objectif de « relever » l'institution familiale et la natalité.
Proche de Raymond Poincaré et d'Alexandre Millerand, il a un goût très prononcé pour la politique, au point qu'il écrit en août 1927 : « L'âge et l'état où je vis n’ont pas éteint la passion politique. D’où mélange douteux de sentiments quand je crois poursuivre uniquement les intérêts de la religion, de la justice, de la charité. ».
Il entretient alors une correspondance régulière avec les services du gouvernement qui répondent souvent favorablement à ses demandes.
Il aide également très activement le gouvernement dans son combat contre la propagande communiste et lutte contre le socialisme dont il craint l'entrisme au sein du catholicisme social.
Il est inhumé en 1943 au cimetière du Père-Lachaise (89e division).

## Distinction
- Chevalier de la Légion d'honneur (29 mars 1935)[11]